# Loxosoma fishelsoni
Loxosoma fishelsoni är en bägardjursart som beskrevs av Bobin 1970. Loxosoma fishelsoni ingår i släktet Loxosoma och familjen Loxosomatidae. Inga underarter finns listade i Catalogue of Life.